# Rensonia
Rensonia là một chi thực vật có hoa trong họ Cúc (Asteraceae).

## Loài
Chi Rensonia gồm các loài: